# Утараканд
Утараканд (енгл. Uttarakhand), претходно Утаранчал, савезна је држава Индије са површином од 53.566 km² и 8.749.562 становника (стање: 1. јан. 2001). Граничи се са Кином (Тибетом) на северу, Непалом на истоку, Химачал Прадешом на западу и Утар Прадешом на југу. Утарнчал је настао као 27. држава Индије новембра 2000. Дотад је био у саставу Утар Прадеша. Регион се традиционално назива Утараканд, што је настало од санскритског назива за Северну земљу. Ришикеш крај Харидвара представља највећи духовни и јога центар Индије. Верује се да су велики епови написани у Утараканду.

## Географија
То је регион велике лепоте. Већина северних делова државе су део Великих Хималаја. Ту се налазе бројни врхови и глечери. Нижи врхови су били јако густо пошумљени све до британске сече шума. Недавна пошумљавања успела су да деломично поправе пошумљеност подручја. Шума покрива 63%, а брда 92,5% површине. Јединствен екосистем Хималаја је станиште огромног броја животиња (барал, снежни леопард, леопарди и тигрови), стабала и ретких биљки. Две индијске велике реке Ганг и Јамуна имају свој извор у глечерима Утараканда. Велики број различитих језера, глечерских потока и поточића постоји у том подручју. Клима варира са надморском висином. На највећим висинама је лед и голи камен. 
Утараканд се састоји од два региона. Западни део се назива Гарвал, а источни део Кумаон. Имају различите историје и различите језичне и културне утицаје због оближњих култура. Пројект велике бране Тери дам је постао контроверзан пројект.

## Туризам и знаменитости
Туристичка индустрија је главна економска грана Утараншала, са националним парковима и планинским одмаралиштима, која представљају најпосећенија места у Индији. У подручју се налазе и нека од најсветијих хинду места, тако да ходочаснициу већ 2000 година посећују бројне храмове тога подручја. Ришикеш крај Харидвара представља највећи духовни и јога центар Индије. Извори Ганга и Јамуне звани Гамготри и Јамунотри представљају место које многи обожавају. Поред центара ходочашћа, постоје и многобројни храмови, о којима се налазе написи у старим хинду списима и легендама. Архитектура тих храмова нешто се разликује од остатка Индије. Стари храмови Јагесвара имају највећи архитектонски значај.

## Демографија
Више од 90% становништва су хиндуси. Себе зову Гарвали или Кумаони. Сматрају се планинским људима и себе сврставају у горњу касту. Има и Непалаца, који су доселили у прошлом веку. Сеоско становништво чини 76% укупног становништва. Писмено је 65% становништва.

## Галерија
- Свете планине Бадрината
- Ганготри
- Вечерње молитве у Харидвару, познатом по отисцима Вишне